# Seven de Estados Unidos 2023
El Seven de Estados Unidos 2023 fue el sexto torneo de la Serie Mundial Masculina de Rugby 7 2022-23.
Se disputó en el Dignity Health Sports Park de Los Ángeles, Estados Unidos.

## Formato
Se dividen en cuatro grupos de cuatro equipos, cada grupo se resuelve con el sistema de todos contra todos a una sola ronda; la victoria otorga 3 puntos, el empate 2 y la derrota 1 punto.
Los dos equipos con más puntos en cada grupo avanzan a cuartos de final de la Copa. Los cuatro ganadores avanzan a semifinales de la Copa, y los cuatro perdedores a semifinales por el quinto puesto.
Los dos equipos con menos puntos en cada grupo jugaron la Challenge Trophy, definiendo en la misma el puesto final a ocupar en el torneo y los puntos correspondientes a tal mérito que suman para la tabla anual de la  Serie Mundial Masculina de Rugby 7 2022-23.

## Fase de grupos
|  | Avanzan a cuartos de final. |

### Grupo A
| Pos | Países         | Partidos | Partidos | Partidos | Tantos | Tantos | Tantos | Pts |
| Pos | Países         | G        | E        | P        | PF     | PC     | DP     | Pts |
| --- | -------------- | -------- | -------- | -------- | ------ | ------ | ------ | --- |
| 1   | Samoa          | 3        | 0        | 0        | 71     | 31     | +40    | 9   |
| 2   | Nueva Zelanda  | 2        | 0        | 1        | 69     | 36     | +33    | 7   |
| 3   | Estados Unidos | 1        | 0        | 2        | 54     | 79     | -25    | 5   |
| 4   | Chile          | 0        | 0        | 3        | 29     | 77     | -48    | 3   |

| 25 de febrero | Samoa | 26 - 19 | Estados Unidos |  |  |

| 25 de febrero | Nueva Zelanda | 26 - 7 | Chile |  |  |

| 25 de febrero | Samoa | 31 - 5 | Chile |  |  |

| 25 de febrero | Nueva Zelanda | 36 - 15 | Estados Unidos |  |  |

| 25 de febrero | Estados Unidos | 20 - 17 | Chile |  |  |

| 25 de febrero | Nueva Zelanda | 7 - 14 | Samoa |  |  |

### Grupo B
| Pos | Países    | Partidos | Partidos | Partidos | Tantos | Tantos | Tantos | Pts |
| Pos | Países    | G        | E        | P        | PF     | PC     | DP     | Pts |
| --- | --------- | -------- | -------- | -------- | ------ | ------ | ------ | --- |
| 1   | Irlanda   | 3        | 0        | 0        | 43     | 5      | +38    | 9   |
| 2   | Sudáfrica | 1        | 0        | 2        | 22     | 24     | -2     | 5   |
| 3   | Uruguay   | 1        | 0        | 2        | 20     | 38     | -18    | 5   |
| 4   | Canadá    | 1        | 0        | 2        | 26     | 44     | -18    | 5   |

| 25 de febrero | Irlanda | 7 - 0 | Uruguay |  |  |

| 25 de febrero | Sudáfrica | 12 - 0 | Canadá |  |  |

| 25 de febrero | Irlanda | 22 - 0 | Canadá |  |  |

| 25 de febrero | Sudáfrica | 5 - 10 | Uruguay |  |  |

| 25 de febrero | Uruguay | 10 - 26 | Canadá |  |  |

| 25 de febrero | Irlanda | 14 - 5 | Sudáfrica |  |  |

### Grupo C
| Pos | Países    | Partidos | Partidos | Partidos | Tantos | Tantos | Tantos | Pts |
| Pos | Países    | G        | E        | P        | PF     | PC     | DP     | Pts |
| --- | --------- | -------- | -------- | -------- | ------ | ------ | ------ | --- |
| 1   | Fiyi      | 3        | 0        | 0        | 84     | 17     | +67    | 9   |
| 2   | Australia | 1        | 0        | 2        | 43     | 37     | +6     | 5   |
| 3   | Kenia     | 1        | 0        | 2        | 22     | 33     | -11    | 5   |
| 4   | Japón     | 1        | 0        | 2        | 17     | 79     | -62    | 5   |

| 25 de febrero | Fiyi | 50 - 0 | Japón |  |  |

| 25 de febrero | Australia | 7 - 12 | Kenia |  |  |

| 25 de febrero | Australia | 24 - 10 | Japón |  |  |

| 25 de febrero | Fiyi | 19 - 5 | Kenia |  |  |

| 25 de febrero | Kenia | 5 - 7 | Japón |  |  |

| 25 de febrero | Fiyi | 15 - 12 | Australia |  |  |

### Grupo D
| Pos | Países       | Partidos | Partidos | Partidos | Tantos | Tantos | Tantos | Pts |
| Pos | Países       | G        | E        | P        | PF     | PC     | DP     | Pts |
| --- | ------------ | -------- | -------- | -------- | ------ | ------ | ------ | --- |
| 1   | Gran Bretaña | 3        | 0        | 0        | 52     | 36     | +16    | 9   |
| 2   | Argentina    | 2        | 0        | 1        | 41     | 26     | +15    | 7   |
| 3   | Francia      | 1        | 0        | 2        | 45     | 38     | +7     | 5   |
| 4   | España       | 0        | 0        | 3        | 31     | 62     | -31    | 3   |

| 25 de febrero | Gran Bretaña | 7 - 5 | Argentina |  |  |

| 25 de febrero | Francia | 19 - 7 | España |  |  |

| 25 de febrero | Gran Bretaña | 24 - 17 | España |  |  |

| 25 de febrero | Francia | 12 - 17 | Argentina |  |  |

| 25 de febrero | Argentina | 19 - 7 | España |  |  |

| 25 de febrero | Gran Bretaña | 21 - 14 | Francia |  |  |

## Fase final

### Definición 13° puesto
|  | Semifinal      | Semifinal      | Semifinal |       |                | 13° puesto     | 13° puesto | 13° puesto |  |
|  |                |                |           |       |                |                |            |            |  |
|  |                |                |           |       |                |                |            |            |  |
|  | Estados Unidos | Estados Unidos | 26        |       |                |                |            |            |  |
|  | Estados Unidos | Estados Unidos | 26        |       |                |                |            |            |  |
|  | Kenia          | Kenia          | 21        |       |                |                |            |            |  |
|  | Kenia          | Kenia          | 21        |       | Estados Unidos | Estados Unidos | 31         |            |  |
|  |                |                |           |       | Estados Unidos | Estados Unidos | 31         |            |  |
|  |                |                | Japón     | Japón | 7              |                |            |            |  |
|  | Chile          | Chile          | Japón     | Japón | 7              | 19             |            |            |  |
|  | Chile          | Chile          |           |       |                | 19             |            |            |  |
|  | Japón          | Japón          | 24        |       |                |                |            |            |  |
|  | Japón          | Japón          | 24        |       |                |                |            |            |  |
|  |                |                |           |       |                |                |            |            |  |

### Definición 9° puesto
|  | Cuartos de final | Cuartos de final | Cuartos de final |         |         | Semifinales | Semifinales | Semifinales |  |        | 9° puesto | 9° puesto | 9° puesto |  |
|  |                  |                  |                  |         |         |             |             |             |  |        |           |           |           |  |
|  |                  |                  |                  |         |         |             |             |             |  |        |           |           |           |  |
|  | Estados Unidos   | Estados Unidos   | 12               |         |         |             |             |             |  |        |           |           |           |  |
|  | Estados Unidos   | Estados Unidos   | 12               |         |         |             |             |             |  |        |           |           |           |  |
|  | España           | España           | 14               |         |         |             |             |             |  |        |           |           |           |  |
|  | España           | España           | 14               |         | España  | España      | 17          |             |  |        |           |           |           |  |
|  |                  |                  |                  |         | España  | España      | 17          |             |  |        |           |           |           |  |
|  |                  |                  | Canadá           | Canadá  | 12      |             |             |             |  |        |           |           |           |  |
|  | Kenia            | Kenia            | Canadá           | Canadá  | 12      | 5           |             |             |  |        |           |           |           |  |
|  | Kenia            | Kenia            |                  |         |         |             |             |             |  |        |           |           |           |  |
|  | Canadá           | Canadá           | 12               |         |         |             |             |             |  |        |           |           |           |  |
|  | Canadá           | Canadá           | 12               |         |         |             |             |             |  | España | España    | 24        |           |  |
|  |                  |                  |                  |         |         |             |             |             |  | España | España    | 24        |           |  |
|  |                  |                  | Francia          | Francia | 26      |             |             |             |  |        |           |           |           |  |
|  | Francia          | Francia          | Francia          | Francia | 26      | 12          |             |             |  |        |           |           |           |  |
|  | Francia          | Francia          |                  |         |         |             |             |             |  |        |           |           |           |  |
|  | Chile            | Chile            | 5                |         |         |             |             |             |  |        |           |           |           |  |
|  | Chile            | Chile            | 5                |         | Francia | Francia     | 31          |             |  |        |           |           |           |  |
|  |                  |                  |                  |         | Francia | Francia     | 31          |             |  |        |           |           |           |  |
|  |                  |                  | Uruguay          | Uruguay | 5       |             |             |             |  |        |           |           |           |  |
|  | Uruguay          | Uruguay          | Uruguay          | Uruguay | 5       | 19          |             |             |  |        |           |           |           |  |
|  | Uruguay          | Uruguay          |                  |         |         |             |             |             |  |        |           |           |           |  |
|  | Japón            | Japón            | 7                |         |         |             |             |             |  |        |           |           |           |  |
|  | Japón            | Japón            | 7                |         |         |             |             |             |  |        |           |           |           |  |
|  |                  |                  |                  |         |         |             |             |             |  |        |           |           |           |  |

### Definición 5° puesto
|  | Semifinal    | Semifinal    | Semifinal    |              |       | 5° puesto | 5° puesto | 5° puesto |  |
|  |              |              |              |              |       |           |           |           |  |
|  |              |              |              |              |       |           |           |           |  |
|  | Samoa        | Samoa        | 45           |              |       |           |           |           |  |
|  | Samoa        | Samoa        | 45           |              |       |           |           |           |  |
|  | Sudáfrica    | Sudáfrica    | 5            |              |       |           |           |           |  |
|  | Sudáfrica    | Sudáfrica    | 5            |              | Samoa | Samoa     | 24        |           |  |
|  |              |              |              |              | Samoa | Samoa     | 24        |           |  |
|  |              |              | Gran Bretaña | Gran Bretaña | 19    |           |           |           |  |
|  | Gran Bretaña | Gran Bretaña | Gran Bretaña | Gran Bretaña | 19    | 12        |           |           |  |
|  | Gran Bretaña | Gran Bretaña |              |              |       | 12        |           |           |  |
|  | Irlanda      | Irlanda      | 5            |              |       |           |           |           |  |
|  | Irlanda      | Irlanda      | 5            |              |       |           |           |           |  |
|  |              |              |              |              |       |           |           |           |  |

### Copa de oro
|  | Cuartos de final | Cuartos de final | Cuartos de final |               |               | Semifinales   | Semifinales | Semifinales |      |              | Copa         | Copa         | Copa |  |
|  |                  |                  |                  |               |               |               |             |             |      |              |              |              |      |  |
|  |                  |                  |                  |               |               |               |             |             |      |              |              |              |      |  |
|  | Samoa            | Samoa            | 12               |               |               |               |             |             |      |              |              |              |      |  |
|  | Samoa            | Samoa            | 12               |               |               |               |             |             |      |              |              |              |      |  |
|  | Argentina        | Argentina        | 19               |               |               |               |             |             |      |              |              |              |      |  |
|  | Argentina        | Argentina        | 19               |               | Argentina     | Argentina     | 20          |             |      |              |              |              |      |  |
|  |                  |                  |                  |               | Argentina     | Argentina     | 20          |             |      |              |              |              |      |  |
|  |                  |                  | Fiyi             | Fiyi          | 17            |               |             |             |      |              |              |              |      |  |
|  | Fiyi             | Fiyi             | Fiyi             | Fiyi          | 17            | 28            |             |             |      |              |              |              |      |  |
|  | Fiyi             | Fiyi             |                  |               |               |               |             |             |      |              |              |              |      |  |
|  | Sudáfrica        | Sudáfrica        | 7                |               |               |               |             |             |      |              |              |              |      |  |
|  | Sudáfrica        | Sudáfrica        | 7                |               |               |               |             |             |      | Argentina    | Argentina    | 12           |      |  |
|  |                  |                  |                  |               |               |               |             |             |      | Argentina    | Argentina    | 12           |      |  |
|  |                  |                  | Nueva Zelanda    | Nueva Zelanda | 22            |               |             |             |      |              |              |              |      |  |
|  | Gran Bretaña     | Gran Bretaña     | Nueva Zelanda    | Nueva Zelanda | 22            | 12            |             |             |      |              |              |              |      |  |
|  | Gran Bretaña     | Gran Bretaña     |                  |               |               |               |             |             |      |              |              |              |      |  |
|  | Nueva Zelanda    | Nueva Zelanda    | 24               |               |               |               |             |             |      |              |              |              |      |  |
|  | Nueva Zelanda    | Nueva Zelanda    | 24               |               | Nueva Zelanda | Nueva Zelanda | 33          |             |      | Tercer lugar | Tercer lugar | Tercer lugar |      |  |
|  |                  |                  |                  |               | Nueva Zelanda | Nueva Zelanda | 33          |             |      | Tercer lugar | Tercer lugar | Tercer lugar |      |  |
|  |                  |                  | Australia        | Australia     | 17            |               |             |             |      |              |              |              |      |  |
|  | Irlanda          | Irlanda          | Australia        | Australia     | 17            | 7             |             |             | Fiyi | Fiyi         | 21           |              |      |  |
|  | Irlanda          | Irlanda          |                  |               |               |               |             |             | Fiyi | Fiyi         | 21           |              |      |  |
|  | Australia        | Australia        | 31               |               |               |               |             |             |      |              | Australia    | Australia    | 19   |  |
|  | Australia        | Australia        | 31               |               |               |               |             |             |      |              | Australia    | Australia    | 19   |  |
|  |                  |                  |                  |               |               |               |             |             |      |              |              |              |      |  |

| Bandera de Nueva Zelanda |
| Campeón Nueva Zelanda    |
| 2º título del circuito   |